# Mauvezin (Altos Pirenéus)
Mauvezin é uma comuna francesa na região administrativa de Occitânia, no departamento dos Altos Pirenéus. Estende-se por uma área de  10 km². Em 2010 a comuna tinha 238 habitantes (densidade: 23,8 hab./km²).